# 1940-ві у музиці
1940-ві роки — новий етап розвитку електронних інструментів. Новітнє обладнання звукозапису намагаються використати для пошуків нових музичних форм, побудованих на перетворених звуках музичних інструментів або немузичних звуків. Цей напрямок пошуків дав початок т. зв. конкретній музиці.
Кінець 1940-х років у радянській музиці, а також у музичній культурі ряду країн східної Європи знаходився під знаком Доктрини Жданова, що нав'язувала соцреалізм, як єдино можливий творчий метод. Посилений ідеологічний тиск соцреалізму тривав до середини 1950-х років.

## 1940
Події:
- Початок Чикаго-блюзу
- Бела Барток імігрує в США
- Популяризація європейської та американської поп-музики на Філіппінах та Гаваях

Народились:
- Гербі Генкок, американський джазовий піаніст
- Джон Леннон, британський рок-музикант (The Beatles)
- Рінго Старр, британський рок-музикант (The Beatles)
- Симоненко Володимир Степанович, український джазовий піаніст, музикознавець

Твори:
- Олів'є Мессіан — Квартет на кінець часу
- Сергій Рахманінов — Симфонічні танці
- Пауль Хіндеміт — Симфонія in Es, віолончельний концерт
- Бенджамін Бріттен — «Траурна симфонія»

Померли:

## 1941
Події:
- Початок напрямку Cubop

Народились:
- Боб Ділан, американський музикант
- Пласідо Домінґо, іспанський співак
- Чік Коріа, американський джазовий піаніст
- Джоані Соммерс, американська співачка
- Корнель Кіріак, румунський джазовий барабанщик

Твори:
- Дмитро Шостакович — 7-а симфонія
- Артур Онеггер — 2-а симфонія

Померли:
- Мері Льюїс — американська співачка й актриса.

## 1942
Події:
- 9 серпня у блокадному Ленінграді була виконана 7-ма симфонія Д. Д. Шостаковича. Виконання було справжнім подвигом в умовах голоду, виконання симфонії транслювалося по радіо та через гучномовці. Як зізнавались пізніше німецькі туристи Еліасбергу, «Тоді, 9 серпня 1942 року, ми зрозуміли, що програємо війну. Ми відчули вашу силу, здатну перебороти голод, страх і навіть смерть…»[1]

Народились:
- Пол Маккартні, британський рок-музикант. співзасновник гурту The Beatles

Твори:
- Арнольд Шенберг — фортепіанний концерт ор.42
- Ігор Стравінський = чотири норвезькі настрої

Померли:
- Яворський Болеслав Леопольдович, радянський музикознавець

## 1943
Події:

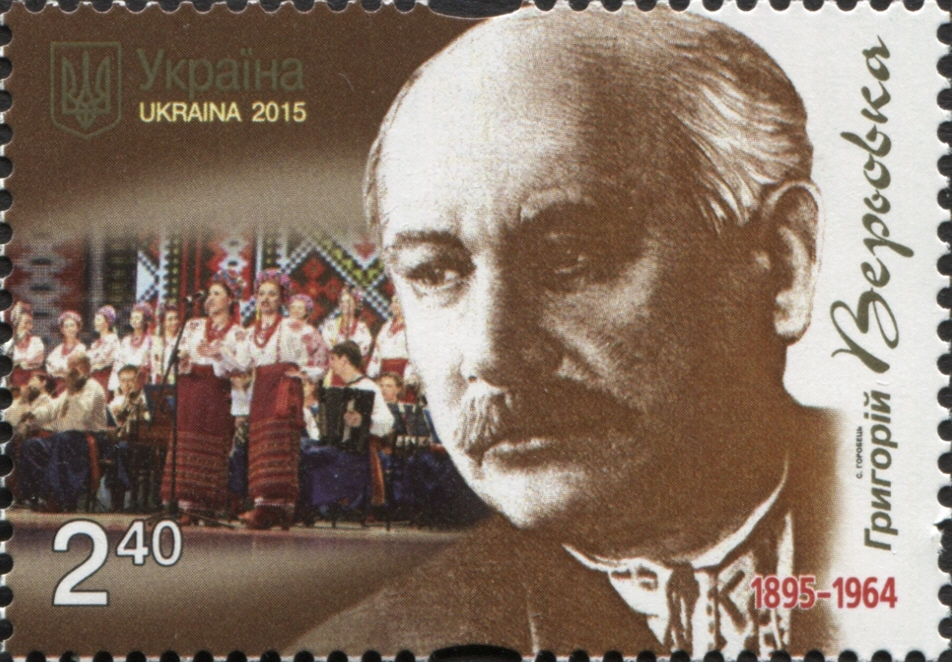
Григорій Верьовка — організатор і керівник Українського державного народного хору

- Григорій Верьовка організував Український державний народний хор

Народились:
- Джордж Гаррісон, англійський рок-музикант, співак, композитор (The Beatles)
- Хосе Еванхеліста, іспанський і канадський піаніст, композитор і музичний педагог

Твори:
- Бела Барток — концерт для оркестру
- Пауль Хіндеміт — Ludus Tonalis для фортепіано
- Сергій Прокоф'єв — соната для флейти і ф-но in D, опера «Війна і мир» (1-а ред.)
- Дмитро Шостакович — 8-а симфонія
- Карл Орф — Catulli Carmina

Померли:
- Шимон Каташек, польський піонер польського джазу.
- Сергій Рахманінов, російський композитор і піаніст

## 1944
Події:
- Зародження музики Каліпсо

Народились:
- Ніно Браво, іспанській співак
- Джоанна Бруно, американська оперна співачка
- Джо Кокер, англійський рок-співак, композитор
- Тото Кутуньо, італійський композитор, співак

Твори:
- Дмитро Шостакович — тріо мі мінор
- Сергій Прокоф'єв — 5-а симфонія
- Олів'є Мессіан — 20 поглядів на немовля Ісуса

Померли:
- Олександр Кошиць, український хоровий диригент і композитор
- Павло Чесноков, російський хоровий диригент і композитор

## 1945
Події:
- Кубінський танок Mambo з'являється у США
- Опера Б.Бріттена «Peter Grimes» символізує відродження англійської опери
- Напрямок Бібоп отримує популярність (творчість Чарлі Паркера і Діззі Гілеспі)
- Поява напрямку електричний блюз

Народились:
- Іван Карабиць, український композитор
- Євген Станкович, український композитор
- Боб Марлі, ямайкський композитор, співак в стилі реггі
- Пол Ньютон, англійський рок-музикант, бас-гітарист (Uriah Heep)
- Кіт Джарретт, американський джазовий музикант

Твори:
- Дмитро Шостакович — 9-а симфонія
- Ігор Стравінський — Ebony concerto

Померли:
- Антон Веберн, австрійський композитор

## 1946
Народились:
- Мірей Матьє, французька співачка
- Фредді Меркюрі, британський рок-співак (Queen)

Твори:
- Сергій Прокоф'єв — опера «Заручини в монастирі»

Померли:

## 1947
Події:
- У американському журналі «Billboard» вперше з'являється назва ритм-енд-блюз

Народились:
- Матвієнко Ніна Митрофанівна, радянська та українська співачка
- Софія Ротару, радянська та українська співачка
- Девід Боуі, англійський музикант
- Едіт Батлер, канадська співачка, музикантка, фольклористка й авторка пісень
- Елтон Джон, англійський рок-музикант
- Карлос Сантана, мексиканський рок-музикант
- Клаус Шульце, британський музикант-електронник

Твори:
- Сергій Прокоф'єв — 6-а симфонія
- Ігор Стравінський — балет «Орфей»
- Вітольд Лютославський — 1-а симфонія

Померли:
- Колесса Філарет Михайлович, етнограф, фольклорист, композитор, музикознавець і літературознавець

## 1948
Події:
- Випуск перших довгограючих платівок
- Розквіт напрямку госпел
- Майлз Девіс відкриває напрямок Кул-джаз
- 10 лютого — Постанова ЦК ВКПб про оперу «Великая Дружба» Мураделі, що ознаменувала поширення Доктрини Жданова на музичне мистецтво СРСР

Народились:
- Брайан Іно, англійський музикант (клавішник), композитор, продюсер

Твори:
- Дмитро Кабалевський — скрипковий концерт, ре мажор
- Сергій Прокоф'єв — опера «Повість про справжню людину»
- Дмитро Шостакович — цикл романсів з єврейської народної поезії
- Джон Кейдж — сюїта для дитячого фортепіано

Померли:

## 1949
Події:
- Перша японська поп-співачка Хібарі Місора почала свою музичну кар'єру

Народились:
- Володимир Івасюк, українській пісенний композитор
- Марк Нопфлер, рок-музикант (Dire Straits)
- Кліфф Вільямс, рок-музикант, гітарист (AC/DC)
- Михайло Боярський, російський співак і актор

Твори:
- Дмитро Шостакович — ораторія «Пісня про ліси»
- Олів'є Мессіан — симфонія «Турангаліла»

Померли:
- Борис Асаф'єв, радянський музикознавець та композитор